# Дяволски нокът
 Тази статия е за вида миди.  За рода растения вижте Дяволски нокът (растение).  
Дяволските нокти (Solen vagina) са вид миди от семейство Solenidae.
Таксонът е описан за пръв път от Карл Линей през 1758 година.